# SHUFFLE! エピソード2 神にも悪魔にも狙われている男
『SHUFFLE! エピソード2 神にも悪魔にも狙われている男』（シャッフル エピソードツー）は、Navelより2020年5月29日に発売された18禁恋愛アドベンチャーゲーム。2023年3月10日にSteam版が配信された。

## 概要
同ブランドデビュー作『SHUFFLE!』発売から15周年を記念した同ブランド最新作。前作のアフターストーリーに当たる完全新作。舞台を光陽町から金剛町に移し、前作をある程度踏襲しつつも、独自の要素や展開を加えた作品になっている。

## ストーリー
前作からしばしの時代が経ったある夏の日。退屈を何より愛する主人公・相生頼斗は、美少女だがポンコツな従姉の相場琥珀と共にとある地方都市・金剛町のマンションに住みながら、彼女の世話を焼く毎日を送っていた。聞くところによれば世界は一度滅亡の危機に瀕したが、そんな過去は忘れ去られたかの如く世界は退屈を取り戻し、神族・魔族といった異世界との交流も進み、やがてそれらも当たり前になっていた。
しかしそんな日常は、彼が通う国立バーベナ学園にやって来た神族の王女のリシアと魔族の王女のネリアの出現によってあっけなく崩れ去る。「私はあなたと、人間界と決別するために来たんです！」と言い放つリシアと「あなたのお命を頂戴するために来たんですよ」と微笑むネリア。そこへひょんなことから出逢ったリムスが頼斗の家に居候することになり、琥珀を慕う後輩の木下きららも加わり、にわかに騒がしくなる頼斗の日常。彼女たちと過ごす中、頼斗は彼女たちが心に抱える秘密を知ることになる。

## 登場人物
登場人物の名前は石（特に鉱石）から取られている。

### メインキャラクター
相生 頼斗（あいおい らいと）
声：なし
人間 / 身長175cm / 誕生日8月10日
一人称：俺
好きなもの：平穏な日常・退屈・料理
嫌いなもの：せわしないこと・誤解
本作の主人公。バーベナ学園2年A組所属。親の都合もあり金剛町のマンションの一室で、姉的存在（従姉）の琥珀と二人暮らしをしている。なお、父親は事故（続編の『Princess×Princess』によれば飛行機事故）で亡くなっている。誰よりも退屈を愛する男として知られており面倒な事はさっさと済ませてから退屈を楽しむタイプ。前作の土見稟に当たる人物だが、稟と違って生活能力は高く、自分と琥珀の毎日の食事は彼がもっぱら作っている。一見ドライに見えるが性根は優しい。部活には所属しておらず、学校帰りによく商店街にあるスーパーに寄っている。よく虎次郎からは所帯じみているなどと評される。虎次郎曰く、リシアの転校早々の発言が原因で、彼女のファンクラブからは「頼斗とリシアの関係が悪化すると人間界が滅亡する」と勘違いされているため、頼斗は絶対不可侵の存在とみなされており、稟のようにファンクラブの団員から追い回されるような事態には遭わずに済んでいる。麻莉には「神からも悪魔からも狙われている男」と呼ばれる。名前の由来は菫青石の英語名のアイオライト。
リシア
声：崇井愁
神族 / 身長158cm / スリーサイズ86/57/83 / 誕生日10月1日
一人称：私
好きなもの：理想がある人・かわいいもの・向日葵
嫌いなもの：曲がったこと・理屈に合わないこと
突然、頼斗の元に現れたヒロインのひとりで、神界の第一王女。会って早々に自分は人間界と頼斗と決別するために来たと言い放ち、頼斗を混乱させた。ただし本人曰く人間界と決別するかどうかは決めかねており、頼斗を観察することで自身の方針を決めようと考えているとのこと。なお、頼斗の評価は彼女曰く減点方式。
その優しい性格ゆえ、大伯母の死後「人間は神界にとって百害あって一利なし」との考えを持つに至った。当初は頼斗と精神的にも物理的にも距離を取りながら、密かに尾行するなどストーカー紛いの行動を取っていたが、ネリアたちの説得もあって現在は他のクラスメートたちと同じように接しようとしているものの、まだどことなくぎこちなさが残っている。リムスとは本人曰く「お友達」らしい。前作のリシアンサスのポジションに当たる人物。本編中で彼女から「父親が暴走した時は椅子で殴って制止する」という伝統を受け継いでいる。将来は父の後を継いで神界の神女王となり、みんなを幸せにするのが目標。名前の由来はリシア輝石。

前日譚の『SPIRAL!』での描写から姉妹がいることが分かっており、続編の『Princess×Princess』で二人の妹がいる事が明かされた。
ネリア
声：花園めい
魔族 / 身長162cm / スリーサイズ78/58/85 / 誕生日4月27日
一人称：私
好きなもの：祖母・歌
嫌いなもの：人間・人間界
魔界の第二王女。本名はカーネリアンだが、長すぎるので周囲にはネリアと呼ばせている。頼斗のことは「頼さま」と呼ぶ。リシアとは神界との交流で幼い頃からの知り合い。リシアと異なり、頼斗に対しても当初から友好的に接していたが、二人きりの時に「あなたのお命を頂戴するために来たんですよ」などと不穏な台詞を頼斗に伝えている。同じくリムスとは友人。前作のネリネのポジションに当たる人物。一見優等生タイプだが頼斗に関しては誘惑的。またネリネとは異なり、本人曰く勉強は得意ではない。とある計画のために頼斗に接近する。本名の由来はカーネリアン。
木下 きらら（きのした きらら）
声：籐野らん
人間 / 身長157cm / スリーサイズ83/56/85 / 誕生日4月28日
一人称：あたし
好きなもの：人間・人間界・流行・映え探し・琥珀先輩
嫌いなもの：親や故郷の悪口を言う人
琥珀と同じ演劇部に在籍する後輩。所属クラスは1年C組。琥珀に心酔している一方で頼斗に対しては本編中で「こはション（頼斗の説明によれば「琥珀先輩のオプションの略）」とみなしている。人間であるが神界生まれの魔界育ちという特殊な背景の持ち主で、本人曰く父親が人間界（日本）に転勤（単身赴任）になった際に無理を言ってついて来たとのこと。なお、彼女の母親と兄弟は本人曰く魔界に残っている。常にテンションが高く早口で、しばしば「きゃわわ」、先述の「こはション」など奇妙な日本語を話す一方で、「悋気に当てられる」（嫉妬に駆られる）などの現代ではあまり使わない日本語に詳しいといった一面も持つ。前作の時雨亜沙のポジションに当たる人物で、カレハのポジションに当たるシトリンといつも一緒にいる点や、明るく元気な性格などは共通するが、それ以外は大きく異なっている。名前由来は雲母。
安場 琥珀（あんじょう こはく）
声：上原あおい
人間 / 身長164cm / スリーサイズ90/59/85 / 誕生日11月7日
一人称：私
好きなもの：頼斗の作る料理・お日様
嫌いなもの：朝起きること・時計の秒針
頼斗と同じマンションの部屋に住む年上の従姉。頼斗からは「琥珀姉」と呼ばれる。頼斗のことは「頼ちゃん」と呼んでいる。年齢は頼斗の一つ上。本編での頼斗の独白によると両親は既に死去。学園ではしっかり者の優等生として振る舞っているが、家ではかなりのポンコツで、朝一人で起きられず、料理を始めとする家事は全くと言っていいほど出来ない上、甘えん坊で頼斗に着替えを手伝ってもらおうとしたり、朝食を食べさせてもらおうとしたりする。学園では演劇部の部長を務める。頼斗とは姉弟同然に育ってきたので、頼斗のことは弟のような存在だと認識しており、自身が持つ愛情を「家族愛」だと思い込んでいる。前作の芙蓉楓のポジションに当たる人物だが、家事などの能力は正反対。名前の由来は琥珀。
リムス
声：遥そら
身長145cm / スリーサイズ76/54/79 / 誕生日???
一人称：私
好きなもの：特になし
嫌いなもの：特になし
謎の少女。感情はあるらしいが表現力に乏しく、人間の世界で暮らすことになる。現在は頼斗や琥珀と共に客間とは名ばかりの物置と化していた頼斗の母親の部屋に住んでいる。本名は「リムストン」だが、周囲からは「リムス」と呼ばれている。一見幼く見えるが、ネリア曰く年齢は頼斗たちの一つ下らしい。ひょんなことから頼斗と近所の公園で知り合い、そのまま頼斗の家に居候することになった。頼斗に懐いており、彼といると落ち着くと言っている。クンツァイト曰く金剛町を丸ごと消し飛ばせる魔力の持ち主。前作のプリムラのポジションに当たる人物だが、プリムラ本人も登場する。名前の由来はリムストーン（鍾乳石の一種である畦石の英語名）。

### サブキャラクター
プリムラ
声：北都南
一人称：私
身長：158cm
スリーサイズ：80/56/81
誕生日：1月25日
好きなもの：猫・チーズケーキ・かつての友だち
嫌いなもの：一人でいること
神界・魔界の力の粋を集めて誕生した究極生命（人工生命体）。前作の時代から若い姿のまま生きている存在。前作の姿からは少々成長し、多少大人びている。感情表現は、プリムラルートのときのように豊かであるが、姿同様にこちらも多少大人びている。頼斗にかつての稟の面影を重ねている。彼女のみ前作の登場人物のため、花に由来する。
クンツァイト
声：十利須我里
種族：神族
一人称：私
身長：186cm
誕生日：4月24日
好きなもの：娘・妻たち・友人・清水次郎長
嫌いなもの：莫迦
現在の神王で、シアの甥。前作の神王同様に日本かぶれなのか、プライベートでは着物姿（本編での本人の台詞によると次郎長親分本人が着ていた物）。頼斗のことを「頼の字」と呼ぶ。
前作の神王同様親バカで、娘を心配するあまり娘と頼斗たちが住むマンションのフロアと上下のフロアを纏めて買い上げた。豪快な性格で細かいことは気にしない。現魔王のカルセドニーとは「カル兄」、「クンちゃん」と呼び合う友人同士である。眼光が鋭く、服装と相まって頼斗と初対面の時は「ヤのつく自由業」と勘違いされていた。体は頑丈で娘に椅子で殴られてもフローラに弾き飛ばされてもほぼ無傷だが、本人曰く「ちょっと痛い」らしい。前作のユーストマのポジションに当たる人物で、性格・容姿共に似通っているが、パワータイプの彼とは対極的な知的親分。名前の由来はリシア輝石の別名。
カルセドニー
声：一之瀬昴
種族: 魔族
一人称：我（ただし本編中でうっかり何度か僕と言っている）
身長：203cm
誕生日：10月8日
好きなもの：娘たち・妻・友人・家事
嫌いなもの：不正・権謀術数
現在の魔王。外見は大柄で凶悪な人相（ネリア談）の男性だが、しばしば一人称に「僕」を使ってしまったり、言動も気弱さが目立つ。何度か一人称を「我」に変えたり、重々しい口調で話したりしているが頼斗にはキャラ作りと思われている。同じく親バカ。本人曰く当初は近くにある住宅を買い占める予定だったが、ネリアに止められたとのこと。前作のフォーベシィに当たる人物で性格は似通っているが容姿は正反対。彼の影響で引っ越し蕎麦と称して頼斗の家に侵入・そのまま蕎麦を振る舞った。病弱な妻を守るために日々頑張っている。名前の由来は玉髄の別名。
神保 虎次郎（じんぼ とらじろう)
声：寺竹順
種族：人間
一人称：僕
身長：177cm
誕生日：5月17日
好きなもの：少女・大人の女性・熟女・自分を好きになるヤツ
嫌いなもの：男・自分のことを好きにならないヤツ
主人公のクラスメイトにして、容姿端麗、頭脳明晰、スポーツ万能な生徒会長。本編中の頼斗の解説によれば担任である瑪瑙の「クラスに一番偉い子が二人いるのは気持ち悪い」という理由で、クラス委員長を兼ねさせられている（本人も特に不満は口にしていない）。表向きは優秀で真面目な生徒を演じているが、その正体は「ヒューマンウォッチング」と称したセクハラすれすれの視姦を趣味としていたり、変態発言を繰り返す悪友。本人曰く守備範囲はかなり広い。頼斗の前では本性を見せる。六曜にやたらとこだわっており、本編中で友引や大安などと口にしては何かしようとしている。前作の緑葉樹のポジションに当たる人物で容姿や性格も似通っているが、変態の危険人物と認識されていた樹とは異なり、教師や頼斗以外のほとんどからは常識人と思われている。名前の由来は神保石。
シトリン
声：水卜ひかり
種族：魔族
一人称：私
身長：156cm
スリーサイズ：83/56/82
誕生日：8月1日
好きなもの：事実・真実・アルバイト・攻撃魔法
嫌いなもの：ボランティア
一学年下の後輩で、きららのクラスメイト。魔界在住時のきららの幼じみでもあるが、彼女より早く人間界に来た。放課後や休日には喫茶店ビスマスでアルバイトしており、他にもいくつかのバイトを掛け持ちしている超現実主義者で将来設計がしっかりしており、頼斗曰くがめつくて抜け目ない性格で「時は金なり」を信条としている一方で人の時間を奪うことにも抵抗を持っている。バイトと貯金が趣味。魔族でありながら人間界にやたらと詳しく、きららの間違った人間界の知識を修正してあげたりしている（ただし、きらら本人は基本的に聞いていない）RPGが趣味。趣味でゲーム風の攻撃魔法を習得しているが特に使う機会はない模様。「御破産でございます（してください）」が口癖。
前作のカレハのポジションに当たる人物で、容姿は似ているが性格と種族は異なる。真聡のスカートめくりの被害者。名前の由来は水晶（石英）の一種である黄水晶の別名。
麻梨＝オブシウス（麻梨 オブシウス）
声：森谷実園
一人称：わたし
身長：163cm
スリーサイズ：95/57/82
誕生日：7月1日
好きなもの：睡眠
嫌いなもの：特になし
虎次郎と同じく主人公のクラスメイトで神族と人間のハーフ。オッドアイの少女。いつもぼんやりした眠そうな目をしており、間延びした話し方だが成績は良い。本編中の頼斗の独白によると「地獄耳のマリン」の異名を持つ情報通。かなりの巨乳の持ち主でもある。オッドアイでハーフという点では前作の真弓=タイムのポジションに当たる人物だが性格は大きく異なり、貧乳で成績が悪かった麻弓とは正反対の体型・成績である。ただし、情報通という点は共通する。名前の由来はアクアマリンと黒曜石から。
石竹 瑪瑙（いしたけ めのう）
声：五行なずな
種族：人間
一人称：わたし
身長：165cm
スリーサイズ: 90/60/88
誕生日：10月16日
好きなもの：生徒・自主性・放置
嫌いなもの：熱血教師ドラマ、規制
主人公のクラスの担任。本編の頼斗の解説曰く担当科目は現国と漢文。眼鏡をかけた小柄な女性だがこちらも胸は大きめ。頼斗たちからは石竹女史と呼ばれる。基本的には容認主義で緩い教師だが、羽目を外すときにはとことん外さないと逆に怒られることがある。前作の紅薔薇撫子のポジションに当たるが、性格は正反対。名前の由来は瑪瑙から。
フローラ
声：咲野かなで
種族：神族
一人称：わたくし
身長：167cm
スリーサイズ：80/55/85
誕生日：3月1日
好きなもの：お掃除・お料理
嫌いなもの：お買い物・計算・計画
神王家に代々仕える召使いの家系のホープにして、リシアのお世話係。いわゆるメイドで、成人男性であるクンツァイトをつき飛ばす怪力の持ち主。アレックスとは顔見知り。言われたことはそつなくこなすが自主的に動くのは苦手。そのため「自主的にやれ」と命令されると「大変なこと」になってしまうが指示されたことは完璧にこなせるため、扱いが分かっている主人からは重宝されている。自分がリシアの身の回りの世話をしたせいで、リシアが家事が苦手になってしまったことには内心責任を感じている。リシアのボディガードでもあるため魔法の腕は一流。
人間界に多くの部下を密かに派遣している。かつては神界諜報局に所属しており、副長官とは犬猿の仲。メイドという点では『Tick! Tack!』及び『essense +』で登場したネリネの母親のセージのポジションに当たる。名前の由来は蛍石の別名のフローライトから。
アレックス
声：朝野ヒカリ
種族：魔族
一人称：私
身長：179cm
好きなもの：磨けば光りそうな男子
嫌いなもの：退屈
魔界の王立大学のサーバント科を首席で卒業した魔族王室付きの召使い（フットマン）。いわゆる執事。何をやらせても完璧にこなす召使い中の召使い。幼い頃からネリアや姉を世話して来たため、事情を知らない魔族からネリアの姉の婿候補と思われることがあるが、実は男好き（いわゆるゲイ）。気が向いたら女性を相手にすることもある（いわゆる両刀使い）。別名「ジェントルマンズジェントルマン」。前作のバークのポジションに当たる。名前の由来はアレクサンドライト。
白玉・黒玉　
声：三毛男爵（白玉）、五行なずな（黒玉）
ある日の学校帰りに頼斗がマンションの前で出くわした猫のぬいぐるみ。姿形や手触りはぬいぐるみそのものだが、生きており行動も猫そのもの。現在の所有者はリムス。かつて稟がプリムラのためにファンシーショップで購入してプレゼントしたぬいぐるみの白玉と黒玉に酷似している。
虎玉
声：三毛男爵
同じくリムスが飼っているぬいぐるみ。マンションを飛び出してしまった白玉と黒玉を探していた頼斗とリムスを引き合わせた。前作の初登場時にプリムラが持っていたぬいぐるみの虎玉（アニメではネリネのクローンだったリコリスのために、稟が光陽町のキャッチャーマシンで取って渡し、彼女がプリムラに譲ったもの）に酷似している。
はち玉
声：三毛男爵
頼斗が稟と同じようにリムスにプレゼントしたプライズゲーム（UFOキャッチャー）の猫のぬいぐるみの景品。こちらは本物のぬいぐるみ。名付け親はリムス。いわゆるはちわれの模様の猫。
真聡（まさと）
声：籐野らん
Navelの一部作品で度々登場する謎のスカートめくり少年。本編中で頼斗がきららと共に喫茶店「喫茶ビスマス」を訪れた際に、頼斗たちの目の前でウェイトレスのバイト中のシトリンのスカートをめくった。
木下 マイカ（きのした まいか）
声：花澤さくら
きららの妹。魔界に住んでいる。名前の由来は雲母の英語名。

## 舞台・用語
神族・魔族・人間界・ゲートに関しては『SHUFFLE!』の項を参照のこと。
金剛町（こんごうちょう）
本作の舞台。本作の前日譚となる『SPIRAL!』の舞台でもある。同作の公式ホームページのストーリー及び本作の本編中の頼斗の説明によると、都心ほど発展してはいないが駅前はそれなりに発展しているどこにでもありそうな一地方都市。他の街に比べれば神族や魔族の住民が多い部類に入る街とされる。地方都市ということもあってか治安は良い。体験版ではバーベナ学園や頼斗の住むピュアクリスタルの他、喫茶ビスマス・頼斗がはち玉を取ったゲームセンター・行きつけのスーパーなどがある商店街、住宅街、鉄道駅（『SPIRAL！』本編の電車の車内放送によれば駅名は「金剛町駅」）、リムスと出逢った公園などの施設が登場している。また、本編の頼斗の独白によれば、電車で行ける近距離にゲートが存在する。本作では登場していないが、『SPIRAL!』では人間のみが通う「佐波理学園」やその学生寮といった施設が存在していることが判明している。名前の由来は金剛石つまりダイヤモンド。
国立バーベナ学園
頼斗たちが通う学園。前作『SHUFFLE!』でも登場した。本編の頼人の独白によるとかつては唯一の人間と神族・魔族の共学の学園だったが、現在は同様の施設が各地に存在する。しかし現在でもそうした学園の元祖として一目置かれている。校舎は作中の時代の二十年ほど前に金剛町に移築されたもので、後述の「大崩壊」の際にも被害を免れた由緒ある学園とされている。光陽町から魔法で移築されているため、校舎自体は前作と同じものだが、学食は若干リニューアルされている。また、女子の体操着もブルマーではなくハーフパンツに変更されており、制服のデザインにも変化が見られる。前作からの登場なので名前は花に由来する。
ピュアクリスタル
頼斗と琥珀が住む賃貸マンション。本編での描写及び頼人がネリアに語った話によると、部屋は広いが特別高級マンションというわけではない模様。本編の頼斗の独白によればマンションの名義は母親であり、家賃なども彼女が支払っている。ネリアとリシアは頼斗の部屋の両隣の部屋に住んでいる。本編中でクンツァイトとカルセドニーが頼人たちに語った話によれば、頼斗たちが住むフロアと上下のフロアはまとめて買い取られ、元の住民はクンツァイトたちが用意した別の物件に移り住んだとのこと。
『SPIRAL!』のヒロイン「半田珊瑚」が住んでいる場所でもあり、彼女の母「「半田亜美芽」がオーナーをしている模様。亜美芽は頼人の母と仲が良く、その縁で頼斗達が住む場所になっている。名前の由来は結晶から。
喫茶ビスマス
商店街にある喫茶店。虎次郎や頼斗たちが度々利用している。シトリンのアルバイト先でもある。本編での描写や頼斗の独白によると内装はかなり感じが良い店で、主に女性客が多いが、親子連れなどの姿も散見される。
なお、店内のカウンター席には『月に寄りそう乙女の作法2』に登場したエスト・ギャラッハ・アーノッツと八日堂朔莉らしき人物の姿が見える。名前の由来はビスマス鉱石から。
ファンクラブ
バーベナ学園の生徒たちの一部が加入しているファンクラブ。当初は琥珀のファンクラブである「ハクハク団」（虎次郎曰く「琥珀さんに拍手されたい団」の略）しか存在していなかったが、虎次郎と麻莉が頼斗に語った所によると一夜にしてネリアのファンクラブである「ネリネリ団」と、リシアのファンクラブである「シアシア団」が結成された。前作で登場した非公式ファンクラブ「KKK」（きっときっと楓ちゃん）、「SSS」（好き好きシアちゃん）、「RRR」（ランランリンちゃん）などに当たる。本編のきららのセリフによると、きららはハクハク団の名誉会長ということになっており、頼斗も名誉会員と言うことになっている（なお、頼斗本人にはその事実は伝えられていなかった模様）。
大崩壊
作中で何度か語られる大災害で、本編から約59年前に発生した。本編でカルセドニーが頼斗たちに語った話によると、当初は三世界の交流が原因ではないかとまことしやかに噂されたが、これはデマということになっている（もっとも明確に関係する証拠が無いというのが実際であり、ネリアによれば真相は目下調査中とのこと）。以来ゲートの管理は最も信頼のおける存在に一任されることになっている。

## スタッフ
- シリーズ原案
  - あごバリア
- キャラクターデザイン・原画
  - 西又葵
  - 鈴平ひろ
- 脚本
  - たけうちこうた / 王雀孫 / 東ノ助 / 桑原文彦
- 音楽
  - Arte Refact
- 企画・制作
  - Navel

## 主題歌
- オープニングテーマ
  - 「CONNECT」
    - 作詞：西又葵、作曲・編曲：矢鴇つかさ（Arte Refact）、歌：美郷あき
- イメージソング / エンディングテーマ
  - 「色めく花、咲き誇る夏へ」
    - 作詞：西又葵、作曲・編曲：矢鴇つかさ（Arte Refact）、歌：YURIA